# 小腰筋
小腰筋（しょうようきん、英語: psoas minor muscle）は人間の胸椎～腰椎の筋肉で脊柱の屈曲の補助を行う。
第12胸椎と第1腰椎から起こり、腸骨筋膜の中へ入り込み、腸骨筋膜を介して腸恥隆起で終わる。または腸恥筋膜弓の中で終わる。

## 主な働き
運動動作においては股関節の屈曲動作に関与しています
腸骨筋、大腰筋とともに太ももを上げたりする動作に関与します。
ランニングや階段をのぼる、サーカーでボールを蹴る動作に大きく貢献します。